# Jørn Lier Horst

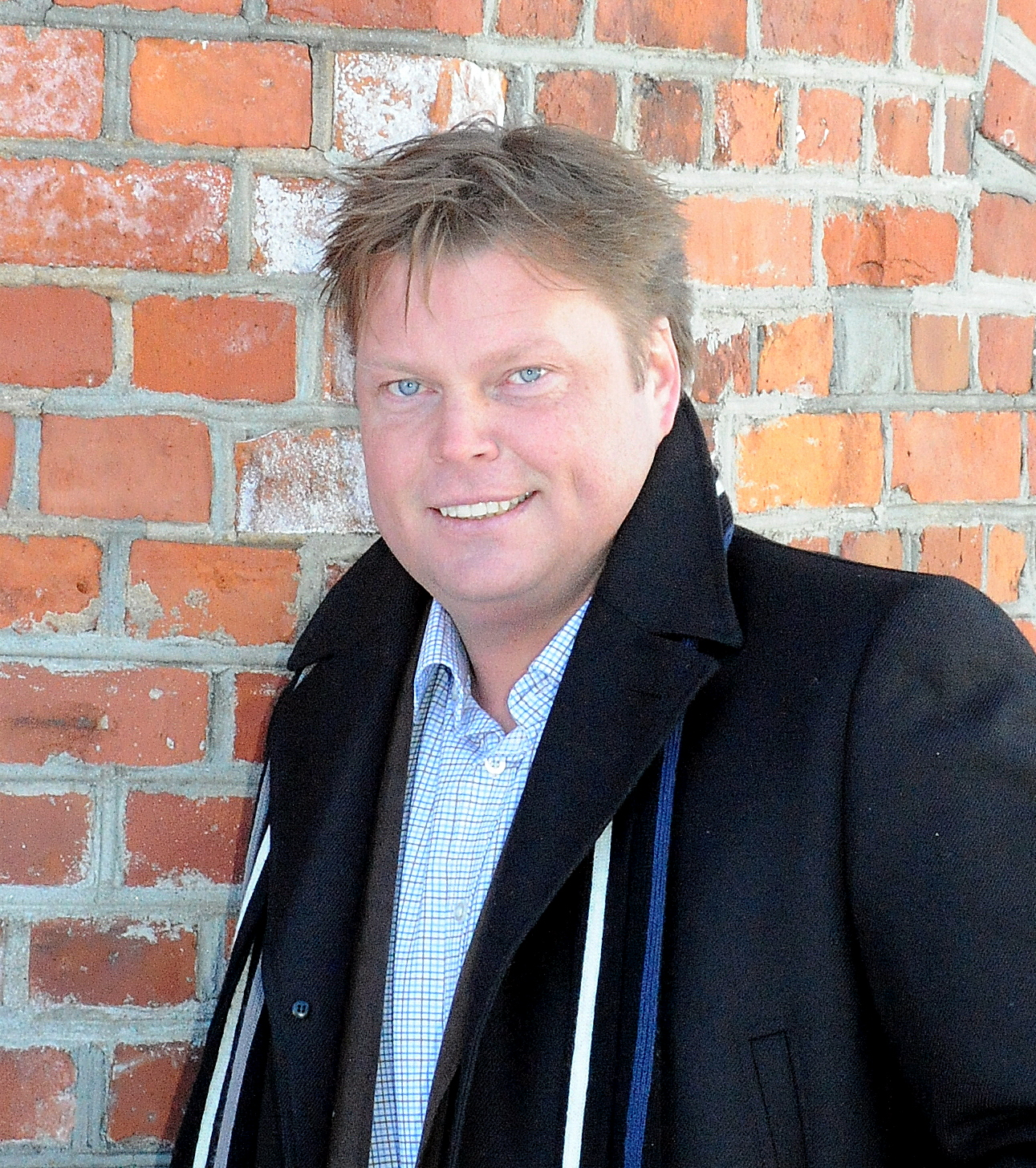
Jørn Lier Horst

Jørn Lier Horst, född 27 februari 1970 i Bamble, är en norsk kriminalförfattare och dramatiker, bosatt i Larvik. Han är utbildad vid Polishögskolan i Oslo och arbetade som utredningsledare tills han blev författare på heltid 2013.
Horsts böcker har publicerats i över 40 länder med en total upplaga på mer än 10 miljoner. Han har bland annat belönats med Bokhandlarpriset, Rivertonpriset, Glasnyckeln ock Svenska Deckarakademins pris for bästa till svenska översatta kriminalroman.
Tillsammans med Thomas Enger skriver han thrillerserien om polisen Alexander Blix och nyhetsbloggaren Emma Ramm.

## Priser och utmärkelser
- Bokhandlarpriset 2011 för romanen Vinterstengt
- Rivertonpriset 2012 för romanen Jakthundene
- Glasnyckeln 2013 för romanen Jakthundene
- Svenska Deckarakademin 2014 för romanen Jakthundene
- The Petrona Award for Best Scandinavian Crime Novel of the Year in 2016 för romanen Grottmannen
- Crimetime Specsavers Nordic Noir Thriller of the Year Award 2018 för romanen Bottenskrap
- The Petrona Award for Best Scandinavian Crime Novel of the Year in 2021 för romanen Katharinakoden
- Winner of The Finnish Whodunnit Society's honorary award in 2024 for Excellence in Foreign Crime Writing